# Johann Caspar Rahn
Johann Caspar Rahn (* 1. Januar 1769 in Zürich; † 29. Oktober 1840 in Warschau) war ein Schweizer Kunstmaler und Zeichenlehrer.

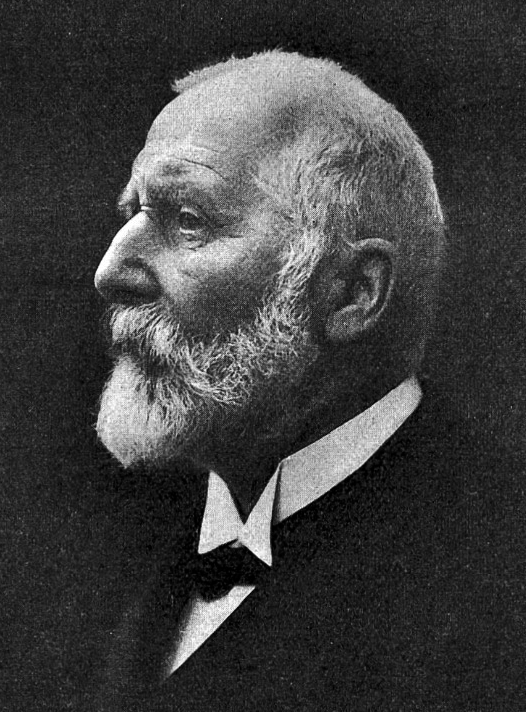
Johann Caspar Rahn

## Leben

### Familie
Johann Caspar Rahn war der Sohn des Färbereibesitzers Heinrich Rahn (* 19. November 1726 in Zürich; † 5. August 1801 in Aarau) und dessen Ehefrau Susanna (* 13. August 1737 in Zürich; † 26. August 1789 ebenda), geb. Heß. Durch die erste Ehefrau seines Vaters, Anna (* 11. November 1729 in Winterthur; † 31. Dezember 1764), geb. Hegner, hatte er mehrere Halbgeschwister:
- Anna Barbara Rahn (* 4. November 1755 in Zürich; † 11. Mai 1839 in Auggen), verheiratet mit Ferdinand Zandt (* 2. November 1755; † 27. Februar 1831), Pfarrer in Lörrach, Zeiningen und Mundingen bei Emmendingen;
- Johann Heinrich Rahn (* 5. Februar 1757 in Zürich; † unbekannt);
- Hans Ulrich Rahn (* 14. März 1758 in Zürich; † 26. Juli 1795), verheiratet mit Anna Magdalena Cambefort aus Castelnaudary;
- Hans Jakob Rahn (* 2. Juni 1759 in Zürich; † 1779);
- Maria Magdalena Rahn (* 25. Dezember 1760 in Zürich; † unbekannt);
- Anna Dorothea Rahn (* 6. März 1762 in Zürich; † 1827 in Mundingen);
- Judith Rahn (* 19. Dezember 1764 in Zürich; † 23. Dezember 1764 ebenda).

Aus der zweiten Ehe seines Vaters hatte er nachfolgende leibliche Geschwister:
- Mathias Rahn (* 3. Dezember 1766 in Zürich; † 3. April 1767 ebenda);
- Caspar Rahn (* 13. Dezember 1767 in Zürich; † 23. Dezember 1767 ebenda);
- Ludwig Rahn (* 14. Februar 1770 in Zürich; † 3. März 1836) verheiratet mit Catharina Gehret (* 5. Januar 1774; † 4. Oktober 1834);
- Susanna Rahn (* 9. Mai 1771; † 25. September 1835 in Töss); verheiratet mit Rudolf Corrodi (* 9. November 1760 in Zürch; † 25. Januar 1833), von 1785 bis 1792 Hauslehrer in Aarau, 1792 Pfarrer zu Wollishofen, daneben Lehrer an der Kunstschule und Bürgerschule, er erhielt 1818 die Pfarrerstelle am Pfrundhaus St. Jakob;
- Johanna Jakobea Rahn (* 8. Januar 1773; † 8. Mai 1831), verheiratet mit Hans Caspar Hafner (* 3. Januar 1769; † 10. April 1847), Lehrer;
- Anna Rahn (* 22. Mai 1774; † 15. Juli 1776);
- Johann Heinrich Rahn (* 24. Dezember 1777; † 1. August 1836), Tapetenfabrikant, verheiratet mit Salomea Spörlin (* 23. März 1783; † 1861).

Sein Onkel Hartmann Rahn (* 5. November 1721 in Zürich; † 29. September 1795) war verheiratet mit Johanna Viktoria Klopstock (* 17. Juli 1730 in Quedlinburg; † 18. April 1780 in Zürich) und somit der Schwager von Friedrich Gottlieb Klopstock und der Schwiegervater von Johann Gottlieb Fichte.
Am 13. Oktober 1811 heiratete er in Tegerfelden Johanna (* 1781; † unbekannt), geb. Rothpletz.

### Werdegang
Sein Vater hatte gemeinsam mit dem Bruder Johann Jacob Rahn (1728–1802) die väterliche Seidenfärberei und -druckerei übernommen. In den 1760er Jahren gründeten sie mit einigen Teilhabern eine zweite Firma, die anfangs erfolgreich war, doch 1771 in Konkurs ging. Die Gebrüder Rahn mussten danach wegen Hinterziehung von Geschäftskapital das Züricher Gebiet verlassen und zogen nach Tegerfelden im Kanton Aargau, wo sie ein Erziehungsinstitut gründeten. Hier wuchs Johann Caspar Rahn in seiner Kindheit auf und besuchte die dortige Schule seines Onkels Johann Jakob Rahn.
Im Alter von fünfundzwanzig Jahren entschloss er sich, die künstlerische Laufbahn einzuschlagen und ging hierzu, nach einem Zeichenstudium in Zürich, ohne weitere Unterstützung nach Rom und studierte auch dort mehrere Jahre. Er erlernte unter anderem das Kopieren der grossen Meister, so dass mancher Kenner die Täuschung nicht bemerkte. 1795 fertigte er in Rom die Tuschezeichnungen
- St. Lazarusbogen;
- Bäder des Titus;
- Temple du Soleil a Rome;
- Tempel der Minerva Medica in Rom.

1802 kehrte er nach Aarau zurück und war dort der erste Kunstlehrer der neugegründeten Kantonatsschule. Vom Sommer 1806 bis zum Frühjahr 1809 hielt er sich in Zürich auf und wohnte in dieser Zeit bei Dr. Heinrich Rudolf Schinz auf dem Fröschengraben. Als im September 1806 der Bergsturz von Goldau erfolgte, reiste er gleich dorthin und nahm die Gegend malerisch auf. Während seines Aufenthaltes in Zürich malte er noch mehrere Alpenansichten, so die von Glärnisch und der Jungfrau. Eine Ansicht des Lungernsees mit dem Wetterhorn im Hintergrund kam auf einer Kunstausstellung in die Verlosung und wurde von Dr. Schinz gewonnen. In dessen Hand befanden sich auch zwei Ansichten vom Schützenplatz in Zürich. Dazu malte er die Landschaften am Zugersee im Morgen- und Abendlicht, der Sturz des Fätschbachs im Kanton Glarus und den Aarsturz in der Gemeinde Guttannen.
Er lebte bis 1809 nur von seiner Kunst, im Laufe der Zeit liess der Absatz seiner Bilder jedoch nach, so dass er das Angebot seines Bruders Heinrich und seines Schwagers, Michael Spörlin, die 1808 in Wien die erste Tapetenfabrik in der Monarchie errichteten, annahm und Landschaften und Tiere für die Fabrik malte.
Die Kriegsjahre und die österreichische Finanzpolitik beeinträchtigten die Einkünfte der Fabrik, so dass Johann Caspar Rahn nach Aargau reiste, um eine Jugendbekanntschaft zu erneuern. 1811 heiratete er diese und kehrte einer vermögenden Ehefrau nach Wien zurück. Kurz darauf assoziierte er mit dem Unternehmen seines Bruders.
1812 ging er nach Prag und errichtete für seinen Bruder eine Tapetenfabrik, die er nun leitete. Aufgrund seiner Gesundheit war er 1822 nicht mehr in der Lage zu arbeiten, dazu kam, dass er inzwischen von seiner Ehefrau geschieden war und diese ihr eingebrachtes Kapital zurückforderte. Er kehrte daraufhin nach Zürich zurück und errichtete dort eine Zeichenschule, die er nach einiger Zeit wegen mangelnder Schülerzahlen wieder einstellen musste.
1836 folgte er einer Einladung seines Bruders Heinrich, der inzwischen von Wien nach Warschau umgezogen war und lebte dort bis zu seinem Tod 1840.
Während der helvetischen Regierungszeit bekleidete er als Maler das Amt eines öffentlichen Anklägers in Aarau.

## Werke (Auswahl)
- Bauernpaar am Seeufer;
- Mediterraner Hafen mit Segelschiffen und Fischern im Abendlicht;
- Pfefersbaad;
- Weth- oder Staubibach im Muotathal Canton Schwitz;
- Landschaft bei Kloster Fahr, 1798;
- Auf dem Weg zur Schlucht, 1802;
- Habsburg, 1804;
- Brücke über eine Schlucht, 1806;
- Lauerz und Lauerzersee, von Südosten, vor dem Bergsturz, 1806
- Lauerz und Lauerzersee, von Nordwesten, nach dem Bergsturz; Blick gegen die Mythen, im Vordergrund die grossen Blöcke vom Felssturz, 1806;
- Gebirgssee, 1820;
- Ansicht von Bad Pfafers mit Blick gegen Taminatal, 1826
- Taminatal mit Bad Pfäfers, 1826.

## Schriften (Auswahl)
- Johann Heinrich Fisch; Franz Hegi; Johann Caspar Rahn: Vindonissa, oder, Helvetien unter den Römern. Brugger Bezirksgesellschaft für Vaterländische Cultur, 1821.
- Eugen Ziegler: Johann Caspar Rahn. Ein Lebensbild. In: Schweizer Illustrierte, Bd. 16, 1912, S. 457–460.